# Friedrich von der Asseburg

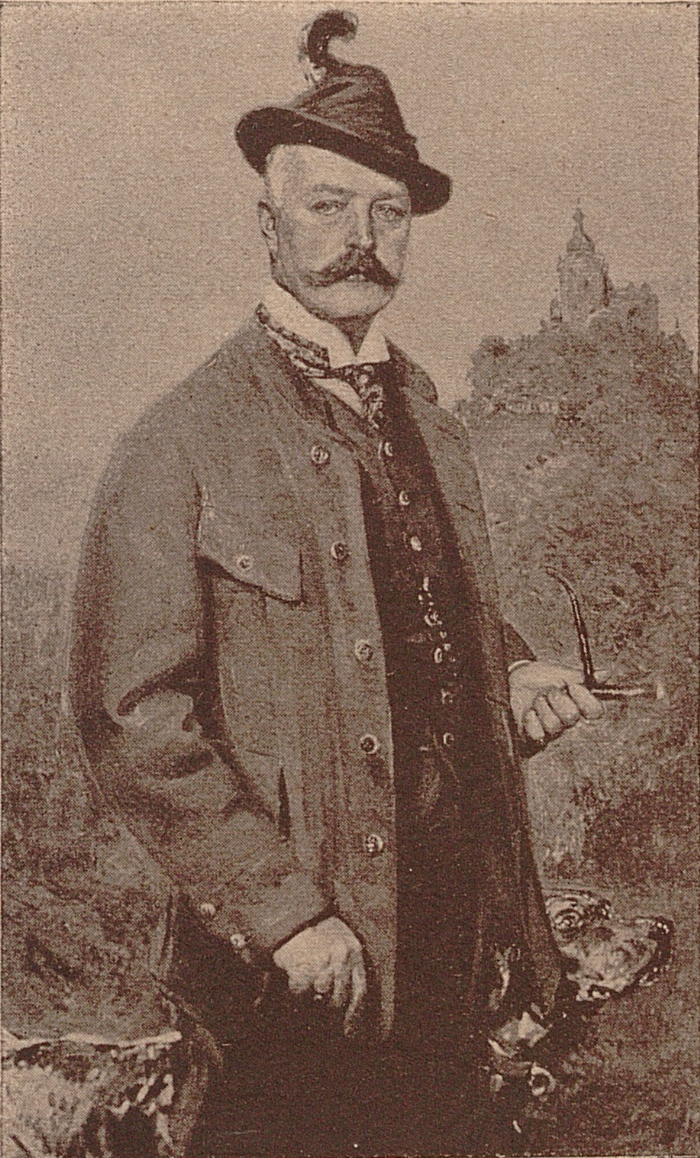
Friedrich von der Asseburg

Friedrich Georg Theodat Graf von der Asseburg (* 11. Februar 1861 in Neudek, Böhmen; † 1. April 1940 in Meisdorf) war ein preußischer Major und Kammerherr sowie Besitzer der Burg Falkenstein im Harz.

## Herkunft
Friedrich war der Sohn von Bernhard Friedrich Graf von der Asseburg und Anna Maria Rosalia Ferdinande, geborene Freiin von Kleist, und besaß zunächst die österreichische Staatsangehörigkeit.

## Leben
Er wuchs im böhmischen Neudek auf, wo er Privatunterricht erhielt, jedoch bereits im Alter von acht Jahren 1869 den Vater verlor. Von Ostern 1876 bis Ostern 1878 besuchte er die Klosterschule Roßleben, die er aber aufgrund seiner ausländischen Staatsangehörigkeit vorzeitig verlassen musste. Er setzte seine Schulausbildung am K. K. Staatsgymnasium in Eger fort. In der dortigen evangelischen Gemeinde wurde er am 9. Juni 1878 konfirmiert.
Am 22. September 1881 trat er beim 7. Kürassierregiment von Seydlitz in Halberstadt in die Preußische Armee ein. 1883 wurde er zum Sekondeleutnant befördert. Er hielt sich meist in der Garnison Quedlinburg auf, bevor er 1886 zum Regiment der Gardes du Corps nach Potsdam und 1891 als Adjutant der 1. Garde-Kavallerie-Brigade nach Berlin versetzt wurde. Auf eigenen Wunsch wurde er 1893 à la suite gestellt und trat 1894 in die Reserve über. 1897 erfolgte seine Ernennung zum Rittmeister, und 1906 nahm er seinen Abschied aus dem Militärdienst.
Am 9. Mai 1887 heiratete er in Steinhöfel in der Mark Margarethe von Massow (1868–1945), mit der er 1893 nach Demnitz, dem Gut seiner Schwiegermutter zog. Dort erwarb er sich landwirtschaftliche Kenntnisse. Im folgenden Jahr kaufte er das Gut Groß Rinnersdorf in Schlesien, wo er sich mit seiner Familie von 1895 bis 1909 aufhielt.
Nach dem Tod seines Onkels, des Grafen Ludwig II. von der Asseburg, erbte er die Fideikommissherrschaft Meisdorf-Falkenstein in der preußischen Provinz Sachsen. Deshalb zog er nun dauerhaft in den Harz und nannte sich fortan Graf von der Asseburg-Falkenstein. Unter seiner Leitung wurde das Schloss Meisdorf baulich erweitert und die Burg Falkenstein restauriert.
Als der Erste Weltkrieg ausbrach, trat er wieder in den Militärdienst ein, wirkte als Etappendelegierter auf fast allen Kriegsschauplätzen und zuletzt als Major und Territorialdelegierter in Brüssel.
Nach Kriegsende kehrte er in den Harz zurück, wo er sich intensiv um seine Güter kümmerte. Er wurde Mitbegründer des Waldbesitzerverbandes und des Reichsverbandes der deutschen Waldbesitzer, dessen Vorsitz er übernahm. Ferner war er zehn Jahre Vorsitzender des Ausschusses der Landschaft der Provinz Sachsen und ab 1930 Kommendator der Sächsischen Provinzial-Genossenschaft des Johanniterordens. Außerdem war er erbliches Mitglied des Preußischen Herrenhauses und 1912 zum preußischen Kammerherrn ernannt worden. Der Grundbesitz von Meisdorf umfasste als adliges Rittergut und Teil der Herrschaft Falkenstein Anfang der 1920er Jahre 1428 ha. Hinzu kamen in Pansfelde 1791 ha.
Nach einem halbjährigen schweren Krankenlager starb Graf von der Asseburg-Falkenstein am 1. April 1940.

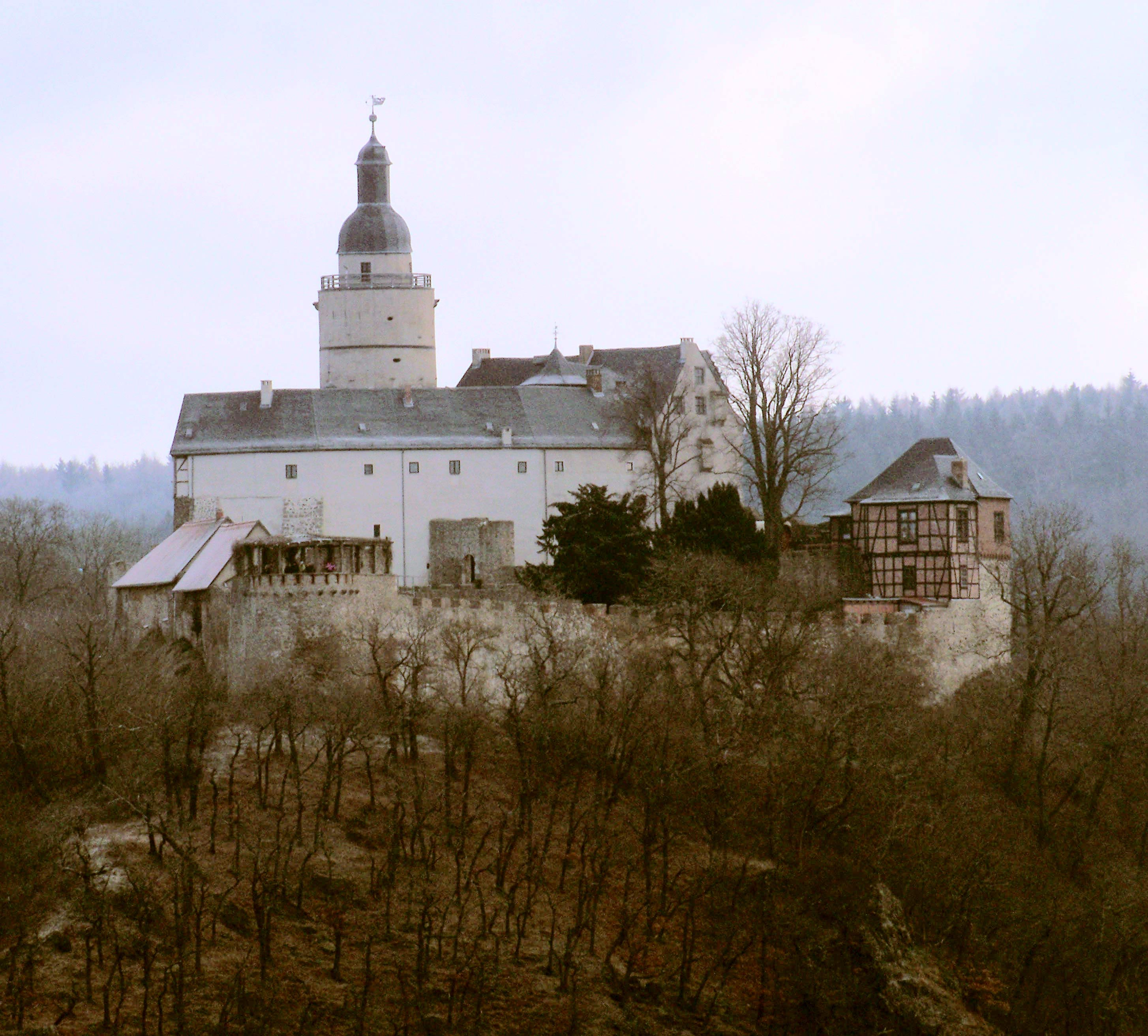
Burg Falkenstein (Harz)
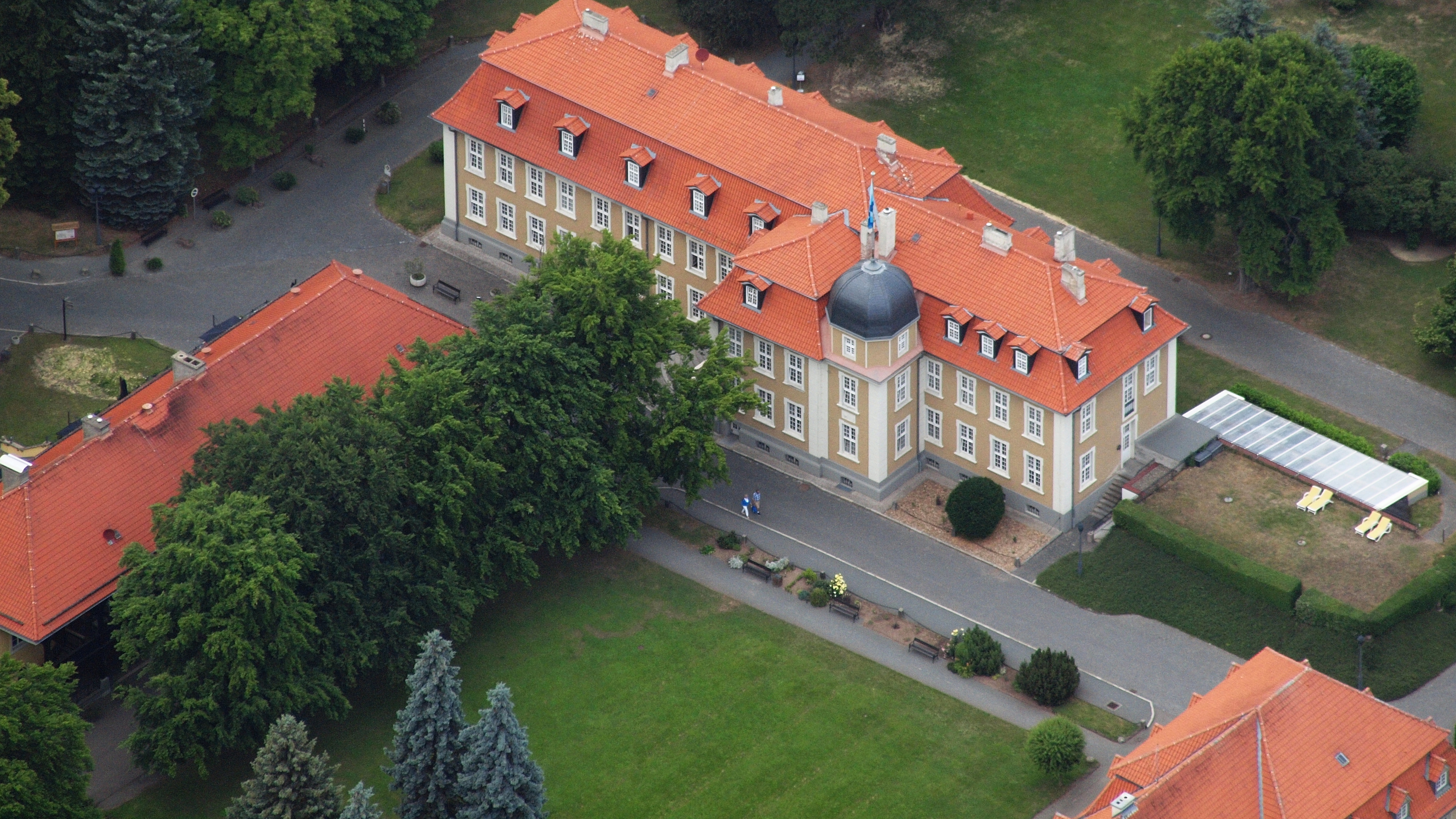
Schloss Meisdorf, Harz
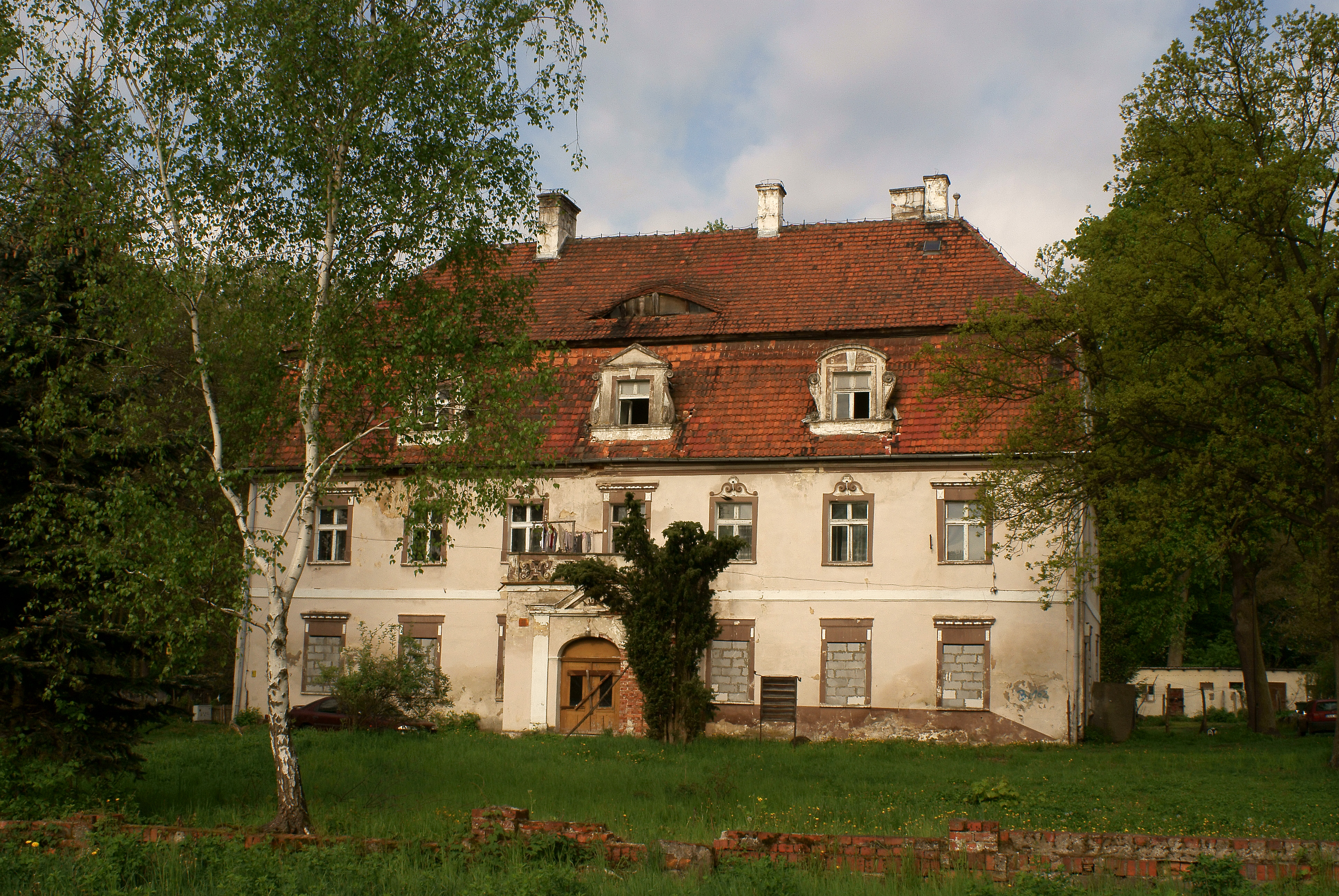
Groß Rinnersdorf in Schlesien

## Familie

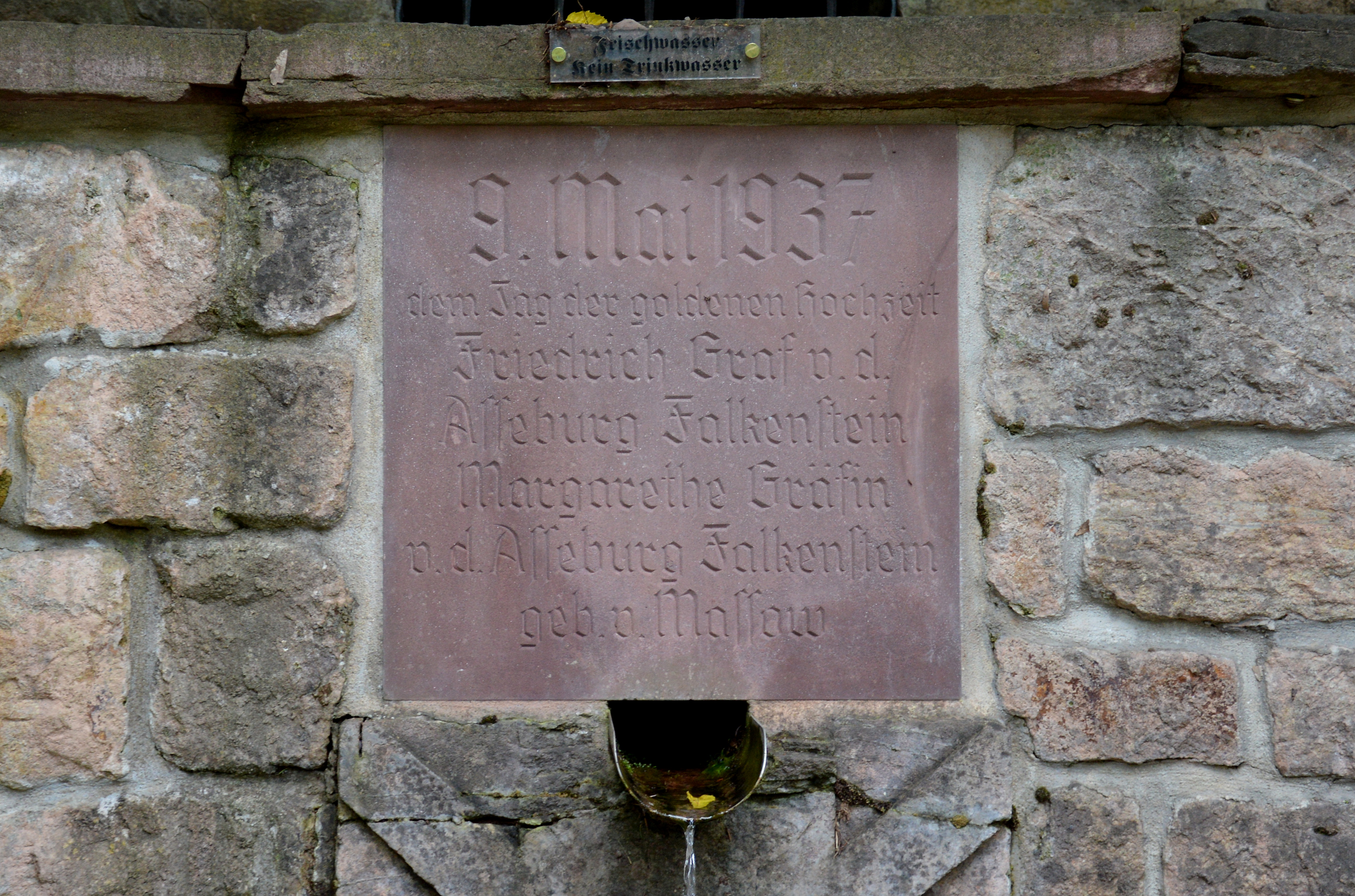
Gedenktafel an der Strulle

Er heiratete am 9. Mai 1887 in Steinhöfel Margarethe von Massow (1868–1945), die Tochter des Valentin von Massow und seiner Tante Adelheid Marianne von der Asseburg. An die Goldene Hochzeit am 9. Mai 1937 erinnert eine an der Strulle in Meisdorf angebrachte Gedenktafel. Das Paar hatte mehrere Kinder:
- Oda Mechtildis Anna Adelheid (* 13. Oktober 1888; † 8. Juni 1928) ⚭ Graf Leonhard Alfred von Rothkirch-Trach (* 22. Oktober 1882; † 1. September 1945)
- Marie-Agnes Bia Sibylle Brigitte Margarete Charlotte Bernhardine (* 23. Oktober 1889; † 7. Oktober 1960) ⚭ Graf Friedrich Rudolf Alfred Erwin Finck von Finckenstein (* 3. Juni 1881; † 10. Juni 1957)
- Ilse Irmgard Anna Gabriele, (* 17. März 1893; † 23. November 1976) ⚭ Woldemar von Trotha (* 17. Mai 1882; † 16. März 1951)
- Busso-Bernhard Ludwig Egbert Tino Deodat (* 3. Juni 1899: † 15. Juni 1928)